# Isolompolo (sjö i Muonio, Lappland, Finland)
Isolompolo eller Pasmalompolo är en sjö i Finland. Den ligger i kommunen Muonio i landskapet Lappland, i den norra delen av landet, 900 km norr om huvudstaden Helsingfors. Isolompolo ligger 232,9 meter över havet. Arean är 54,4 hektar och strandlinjen är 3,27 kilometer lång. Sjön  ingår i Torne älvs huvudavrinningsområde. 